# Sîniuha, Vilșanka
Sîniuha (în ucraineană Синюха) este un sat în comuna Kotovske din raionul Vilșanka, regiunea Kirovohrad, Ucraina.

## Demografie
Componența lingvistică a localității Sîniuha
     Ucraineană (94,47%)
     Rusă (5,07%)
     Alte limbi (0,46%)
Conform recensământului din 2001, majoritatea populației localității Sîniuha era vorbitoare de ucraineană (94,47%), existând în minoritate și vorbitori de rusă (5,07%).